# زخم‌ها
زخم‌ها (انگلیسی: Wounds) فیلمی در ژانر وحشت روان‌شناختی به کارگردانی بابک انوری است که در ۲۶ ژانویه ۲۰۱۹ در جشنواره فیلم ساندنس به نمایش درآمد. این فیلم در تاریخ ۱۸ اُکتبر ۲۰۱۹ توسط هولو (در ایالات متحده)، و نت‌فلیکس (به‌صورت بین‌المللی) منتشر شد. از بازیگران آن می‌توان به آرمی همر، داکوتا جانسون و زازی بیتز اشاره کرد.

## داستان
داستان فیلم درمورد یک نوشیار اهل نیواورلئان است که پس از برداشتن یک تلفن گمشده، با اتفاقات غیرقابل توضیحی روبرو می‌شود.